# The Vanishing Cracksman
The Vanishing Cracksman è un cortometraggio muto del 1913 diretto da George Lessey.
Primo cortometraggio della serie The Chronicles of Cleek.

## Produzione
Il film fu prodotto dalla Edison Company.

## Distribuzione
Distribuito dalla General Film Company, il film - un cortometraggio in una bobina - uscì nelle sale cinematografiche degli Stati Uniti il 25 novembre 1913.